# La Serre aux papillons
La Serre aux Papillons est une papillonneraie situé dans la commune de La Queue-les-Yvelines - dans le département des Yvelines, en région Île-de-France - mettant en scène des lépidoptères exotiques. Ouverte en 1989, elle était le 8e site le plus visité des Yvelines en 2013, hors domaine de Versailles.
Plus grande serre à papillons de France, elle accueille chaque année autour de 60 000 visiteurs, tous âges confondus (groupes scolaires, familles, associations diverses, photographes, etc.).
Contrairement à la majorité des parcs animaliers, les visiteurs sont en contact direct avec les animaux puisqu’ils se promènent au milieu des centaines de papillons en liberté.
Elle fait partie de la Route Nature en Yvelines, association regroupant les 10 plus gros sites
touristiques des Yvelines (Parc zoologique de Thoiry, France Miniature, Espace Rambouillet, Haras des Bréviaires, etc.).

## Description
La Serre aux Papillons a une superficie de 1 140 m2 (720 m2 de serre + 420 m2 de surface d’accueil/activités annexes).
Un écosystème a été recréé dans la serre afin de pouvoir
permettre aux lépidoptères d’y vivre dans des conditions optimales :
- Température moyenne de 28 °C. ;
- Hygrométrie de 80 % à 83 %, avec un maximum de 85 % ;
- Utilisation de la lutte biologique intégrée (LBI) permettant la non-utilisation de pesticide ni d’aucun agent chimique :

des insectes pour la plupart invisibles à l’œil nu, ainsi que des cailles de Chine  sont lâchés dans la serre afin qu’ils s’attaquent aux microbes et pucerons prédateurs des papillons
- Des tubes de nectar et des bananes décomposées, ainsi que la présence de bassins, leur fournissent l’alimentation et l'eau nécessaires ;
- 3 éclosoirs sous vitrines (2 pour les diurnes, 1 pour les nocturnes) présentent les chrysalides et cocons qui éclosent tout au long de la journée.

Ces conditions optimales ont pour conséquence un taux d’éclosion supérieur à celui constaté dans la nature : 90 % des chrysalides donnent naissance à des adultes correctement formés.
La serre accueille en permanence entre 700 et 1000 papillons originaires d’Amérique centrale, d’Afrique et d’Asie. Les principales familles sont les suivantes : Nymphalidae, Papilionidae, Pieridae et Saturniidae (pour les nocturnes).
À noter : la présence des 2 espèces les plus grandes au monde : l’Attacus atlas et l’Argema mittrei.
Ces papillons ne sont pas prélevés dans la nature, ils proviennent d’élevages agréés.
Se trouve également dans la serre un bassin regroupant quelques espèces de poissons, notamment des piranhas (Pygocentrus naterreri).
Les végétaux qui composent ce biotope sont tous d’origine
exotique (bananiers, grenadiers, schefflera, etc.).

## La pédagogie au sein de la Serre

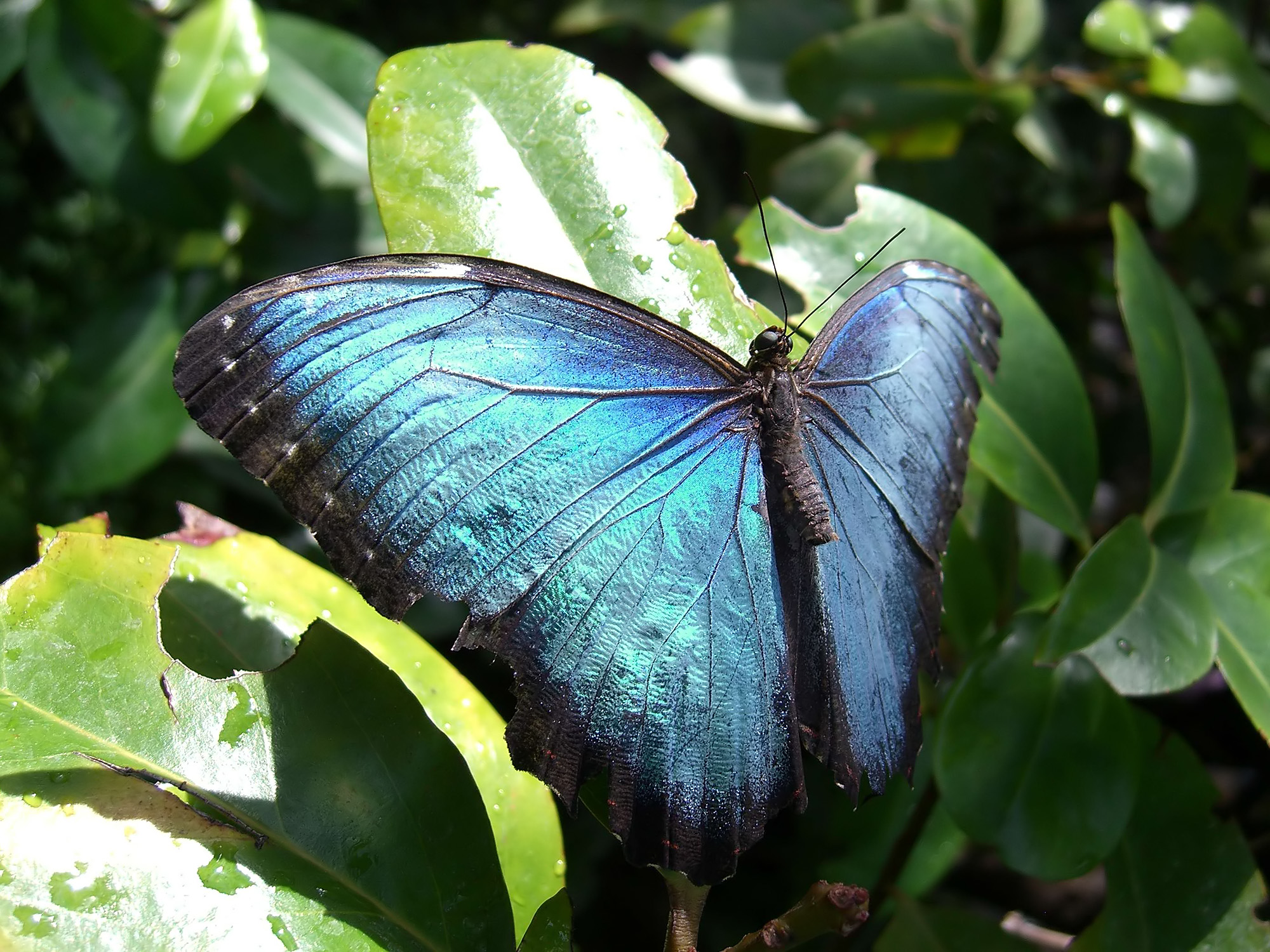

De nombreuses informations pédagogiques sont mises à
disposition des visiteurs :
- Des affiches informatives ;
- Un parcours ludique ;
- Une présentation vidéo d’une vingtaine de minutes ;
- La possibilité de participer à des ateliers sur réservation (différentes thématiques proposées : « Le cycle de vie des papillons », « Réalisation d’une jardinière attractive pour les papillons », etc.).

## Accès et dates d’ouverture
Accessible en automobile par la N12, ou par le train (gare de Garancières- La Queue), La Serre aux Papillons se situe dans le Parc naturel régional de la Haute Vallée de Chevreuse, à 30 minutes à l’ouest de Paris (15 min. de Versailles).
Elle est ouverte de fin février et à mi-novembre. La visite dure entre 1 h et 1 h 30.

## Sites web
- Émission de Stéphane Bern Comment Ca Va Bien du 22 avril 2014
- Émission de Malika Menard Paris Tout Compris du 08 juin 2013
- Article du Parisien du 02 août 2010
- Article de L’Écho Républicain du 24 août 2013